# Word Rescue
Word Rescue és un videojoc de plataformes educatiu escrit per Karen Crowther (Chun), de Redwood Games, i publicat per Apogee Software el març del 1992. Com molts altres jocs comercialitzats per Apogee durant aquesta època, Word Rescue es compon de tres episodis, només el primer dels quals es pot jugar a la versió de prova.
- Episodi 1 - Visit Gruzzleville and the Castle ('Visita Gruzzleville i el castell')
- Episodi 2 - Explore GruzzleBad Caverns ('Explora les cavernes de GruzzleBad')
- Episodi 3 - See the spooky Haunted House ('Dona un cop d'ull a l'esfereïdora casa encantada')

Apogee encara ven la versió registrada d'aquest joc, que va ser seguit per Word Rescue Plus.

## Trama
La història se centra en criatures anomenades «Gruzzles». Com que no saben llegir, els Gruzzles roben les paraules dels llibres perquè ningú més pugui llegir. El personatge del jugador, que pot ser masculí o femení, ha d'ajudar l'eruga Benny Bookworm a recuperar les paraules robades i relacionar-les amb el seu significat per tal de tornar-les a posar als llibres.